# アゲシラオス2世
アゲシラオス2世（古希: Ἀγησίλαος、紀元前444年 - 紀元前360年、在位：紀元前400年 - 紀元前360年）は、エウリュポン朝のスパルタ王である。

## 即位まで
アゲシラオス2世はアルキダモス2世とその2人目の妻エウポリアの子であり、キュニスカ（古代オリンピックにおいて最初に優勝した女性）の兄弟であり、先王アギス2世の異母弟である。
アゲシラオスの若い頃についてはリュサンドロスと親密な仲であった以上は分かっていない。紀元前400年にアギス2世が死んだ時アゲシラオスはアギスの子レオテュキデスと王位を争い、レオテュキデスはアギスの妻ティマイアとアルキビアデスとの不義の子であるという噂（アギス本人が一時それを認める発言をしていた）を利用して彼を追い落とした。こうして齢40にしてアゲシラオスは王位に上った。また、自分の意のままになる者を王位につけようとしたリュサンドロスの働きかけも彼の登位の原因の一つであった。とはいえ、即位後のアゲシラオスはリュサンドロスを遠ざけるようになったため、リュサンドロスの目論みは外れた。

## 対ペルシア戦
アゲシラオス2世は即位から間もなくアケメネス朝ペルシアとの戦争を提案した。コルネリウス・ネポスによれば彼にそのような行動を取らせたのは当時ペルシア王アルタクセルクセス2世がギリシア侵攻の準備をしているという噂であった。そして紀元前399年、アゲシラオスは2,000のネオダモデス（自由を与えられたヘロット）と6,000の同盟軍を率いてアジアのギリシア都市をペルシアの支配から解放すると称して小アジアに渡った。しかし、コリントス、アテナイ、テバイといった他のギリシアの強国は何のかんのと理由をつけて参加しなかった。出征に際して彼はアウリスを発つ前日にアガメムノンがトロイア遠征の前に生贄を捧げたのにちなんで自身もやろうとしたが、テバイ人の乱入によって邪魔をされた。
アゲシラオス2世の電撃的侵攻に対して小アジアの太守たちは十分な準備ができておらず、エペソスに到着したアゲシラオス2世に対してリュディアとカリアの太守ティッサフェルネスは3ヶ月の休戦を求め、休戦条約が結ばれた。その間ティッサフェルネスは戦いの準備に腐心し、休戦が終わる頃には準備を整えた。そして彼は多くの宮殿が集中し、かつ豊かな土地であったカリアに敵が攻撃をかけることを予測して手持ちの全戦力をそこに集結させた。しかしアゲシラオス2世はフリュギアに侵攻し、フリュギア太守ファルナバゾスに勝利して膨大な戦利品を手にした。当てが外れたティッサフェルネスはフリュギアに援軍に向かうことができず、せっかくの大軍を遊兵としてしまった。その後アゲシラオス2世はエフェソスに兵を引いてその年の冬を過ごした。
冬が終わる頃にアゲシラオス2世は敵の裏をかこうとしてあえてサルディス進撃を宣言したが、それを信じず、敵のカリア攻撃を予想してそこに軍を集中させたティッサフェルネスはまたしても後手に回ることになった。翌紀元前395年の春にアゲシラオス2世は再びリュディアに侵攻し、勝利した。ティッサフェルネスがサルディスに来た頃にはアゲシラオス2世はいくつもの拠点を落とし、莫大な戦利品を手に入れており、後の祭りであった。その後、ヘスモス平原においてアゲシラオス2世は騎兵が有利な平野を避けて歩兵に有利な場所にティッサフェルネスを誘い込んで戦い、数では遥かに勝る敵を破った。その後、ティッサフェルネスは敗北の責を問われて処刑され、ペルシア王の許から後任として送られてきたティトラウステスがアゲシラオス2世に当たることになったが、彼はアゲシラオス2世と休戦条約を結んだ。その後アゲシラオス2世は再びフリュギアに進入し、翌年の春までそこを荒らした。

## コリントス戦争
パウサニアスによれば、智謀に長け、反スパルタであるティトラウステスはアゲシラオス2世をアジアから追い出すために一計を案じた。彼はロドス人のティモクラテスなる者をギリシアに送り、強大化するスパルタに警戒心を抱いていたアテナイ、アルゴス、テバイ、コリントスといった諸国の有力者に賄賂を渡し、対スパルタ戦争を始めさせた。コリントス戦争（紀元前395年-紀元前387年）である。紀元前394年、ギリシア本土で起こった戦争のためにアゲシラオス2世はスパルタ本国に呼び戻された。彼はアビュドスからヘレスポントスを渡り、トラキア、マケドニアを経てギリシア中心部に到り、8月14日にコロネイアの戦いでアゲシラオスを迎え撃たんとしたアテナイ、ボイオティア、その他同盟軍を破った。ペロポネソス半島への途上デルポイで彼は引退した。しかし、その直後にスパルタはクニドスの海戦でアテナイ・ペルシア連合艦隊に大敗を喫し、アゲシラオス2世は再び剣を取った。
翌紀元前393年、アゲシラオス2世はアルゴスを荒らし、翌年にはコリントス領に侵攻し、レカイオンとピレウスを占領し、成功裏に終わらせた。しかし紀元前391年のレカイオンの戦い で1モラのスパルタ重装歩兵部隊がイピクラテス率いるアテナイの軽装歩兵部隊に敗れ、アゲシラオス2世の成功は相殺された。紀元前389年に彼は反スパルタ同盟側と同盟を結んでいたアカルナニアに侵攻し、それを破った。そして2年後の紀元前387年にアンタルキダスの和約（大王の和約とも）によって戦争は終結した。この時アゲシラオス2世がテバイの代表エパメイノンダスに「テバイ人は（その時テバイに服属していた）ボイオティア人が個々で条約を結ぶのを許すのか」と問うた時、エパメイノンダスはアゲシラオス2世に「スパルタがペリオイコイに市ごとに条約を結ぶのを許さないうちは許さない」と言い返すなど、この時スパルタとテバイの対立は深刻なレベルに達していた。

## 対テバイ戦から死まで
その後、スパルタとテバイとの間に戦争が勃発し、アゲシラオス2世は紀元前378年とその翌年の二回に亘ってボイオティアに進行したが、病気によって次の5年は休息を取った。紀元前371年のレウクトラの戦いで名将エパメイノンダス率いるボイオティア軍にアゲシラオス2世の共同統治者クレオンブロトス1世率いるペロポネソス同盟軍が敗れ、スパルタはギリシアの覇権を失った。
その後のエパメイノンダスの度重なるペロポネソス侵攻、隷属民らの反乱や陰謀に対して城壁を持たぬスパルタを守ったのはアゲシラオス2世だった。クセノポンによれば、軍資金を得るためにアゲシラオス2世は紀元前362年にキオスの支配者アリオバルザネスのペルシア王に対する反乱を助けた。
エパメイノンダスの第四次ペロポネソス侵攻にて起こったマンティネアの戦い（紀元前362年）でついにアゲシラオス2世率いるスパルタ・アテナイ連合軍はエパメイノンダスを戦死させるに至る。この戦いは結果だけ見ればボイオティア軍の勝利であったが、エパメイノンダスを失ったテバイはギリシアの覇権を維持できなくなったことを考えればアゲシラオス2世は「試合に負けて勝負に勝った」と言える。ちなみに、マンティネイアの戦いはスパルタ、テーバイの双方が勝利宣言を行っている。
レウクトラ以降スパルタは再びギリシアの覇権を取り戻すことも国力を回復することもなかったが、アゲシラオス2世はスパルタの再建に尽力した。紀元前361年、アゲシラオス2世はスパルタの逼迫した財政を立て直すべくエジプトに向かい、王ネクタネボ2世が王位につくのを助け、220タラントを受け取った。その帰路にてアゲシラオス2世はキュレナイカで客死した。84歳であった。彼の遺体は蝋を塗って保存され、スパルタに輸送され、そこで葬られた。
次の王位には子のアルキダモス3世が上った。

## 人物像
アゲシラオス2世は低身長で痩せ身、そして片足が不自由で、保守的な人物であったが、勇気、節制などの人格的な立派さ、そして優れた用兵の才を持った王であり、彼の美徳に触れたものはそれを賞賛してやまなかったという。また、どんなに多くの贈り物を貰っても、何一つ自宅に持ち帰らずに、スパルタ式の質素な生活形式を維持した。アテナイの歴史家で友人のクセノポンは彼に心酔し、『アゲシラオス』という作品を著した。

## 注
1. ↑  古代ギリシア語ラテン翻字: Agesilaos II
2. ↑  パウサニアス, III, 8-10
3. ↑  ibid, III, 9, 1-3
4. ↑  ibid, III, 9, 4
5. ↑  ibid, IIi, 9, 6
6. ↑  ibid, III, 9, 8
7. ↑  ibid, IX, 13, 2
8. ↑  コルネリウス・ネポス, 『英雄伝』「XVII　アゲシラオス」, 8